# Anke Küpper
Anke Küpper (* 1966 in Dortmund) ist eine deutsche Schriftstellerin. Sie schreibt Belletristik und Sachbücher für Kinder und Erwachsene.

## Biografie
Küpper studierte Germanistik, Romanistik und Medienwissenschaften in Hamburg, Bochum, Poitiers und Bordeaux.
Seit 1996 arbeitet sie als Buchautorin. Neben Kriminalromanen, in denen sie ihre Wahlheimat Hamburg zum Schauplatz macht, hat sie an die hundert Sachbücher und Pixi-Geschichten sowie zahlreiche Quizze und Spiele veröffentlicht.
Sie hat mehrere Krimi-Anthologien herausgegeben, ist in Hamburg als Literaturveranstalterin aktiv und leitet Schreibworkshops für Kinder und Erwachsene. Küpper ist Mitglied bei den Mörderischen Schwestern, im Syndikat und im writers’ room Hamburg.

## Veröffentlichungen (Auswahl)

### Kriminalromane
- Der Tote vom Elbhang. HarperCollins, Hamburg 2019, ISBN 978-3-95967-299-3
- Tod an der Alster. HarperCollins, Hamburg 2021, ISBN 978-3-95967-477-5
- Mord am Köhlbrand. HarperCollins, Hamburg 2023, ISBN 978-3-365-00079-3

### Krimi-Anthologien als Herausgeberin
- Tatort Nord. HarperCollins, Hamburg 2022, hrsg. von Franziska Henze, Anke Küpper, Yvonne Wüstel. Darin die Geschichte „Eine Beretta für Björn“. ISBN 978-3-7499-0323-8
- Tatort Nord 2. HarperCollins, Hamburg 2023, hrsg. von Franziska Henze, Anke Küpper, Yvonne Wüstel. Darin die Geschichte „Ausgefischt“. ISBN 978-3-365-00364-0
- Tee.Matcha.Mord. HarperCollins, Hamburg 2023, hrsg. von Franziska Henze und Anke Küpper. Darin die Geschichte „Fallhöhe“. ISBN 978-3-365-00446-3

### Hamburger Kulturführer
- Hamburger Museumsführer. L & H Verlag, Hamburg 1996 (überarbeitete Neuauflage 2000). ISBN 978-3-928119-52-8
- Hamburger Museumsführer für Kinder. L & H Verlag, Hamburg 1996. ISBN 978-3-928119-12-2
- Hamburg Rot-Weiss. Der Pommesbudenführer. Christians Verlag, Hamburg 1999, zusammen mit Katrin Duggen und Kerry Rügemer. ISBN 978-3-7672-1339-5.
- Stadtführer für Notfälle – Hamburg und seine öffentlichen Toiletten. L & H Verlag, Hamburg 2000, zusammen mit Katrin Duggen. ISBN 978-3-928119-58-0
- Beiträge in: Baedeker Hamburg, Verlag Karl Baedeker, 9. Auflage 2002 (18. Auflage 2018). ISBN 978-3-575-42514-0
- Hamburg für Leser. L & H Verlag, Hamburg 2002, zusammen mit Katrin Duggen. ISBN 978-3-928119-71-9

### Berliner Museumsführer
- Berliner Museumsführer, L & H Verlag, Hamburg 1997 (überarbeitete Neuauflagen 1998, 2002). ISBN 978-3-928119-16-0
- Berliner Museumsführer für Kinder, L & H Verlag, Hamburg 1997. ISBN 978-3-928119-18-4
- Berliner Museen/Museums of Berlin – Die wichtigsten Museen der Stadt (Deutsch-Englisch), L & H Verlag, Hamburg 2000. ISBN 978-3-928119-50-4

### Sachbücher für Kinder
- Ratemax – Rätselreise in die Vergangenheit. gondolino in der Gondrom Verlag GmbH, 2003. ISBN 978-3-8112-2134-5
- Mallorca für Kinder. moses. Verlag, Kempen 2008. ISBN 978-3-89777-408-7
- Expedition Natur: Insekten, Spinnen & Co. moses. Verlag, Kempen 2009. Lizenzausgaben in der VR China, Belgien und den Niederlanden. ISBN 978-3-89777-491-9
- Pia Pepita – Entwirf deine eigene Mode. moses. Verlag, Kempen 2010. ISBN 978-3-89777-582-4
- Erdbeerspinat und Riesenkohlrabi – Gärtnern für Kinder. moses. Verlag, Kempen 2010. Lizenzausgaben in Russland und Südkorea. ISBN 978-3-89777-560-2
- Pia Pepita – Sommer, Sonne, Trends! moses. Verlag, Kempen  2012. ISBN 978-3-89777-629-6
- Mein erstes Krabbelkäfer Gartenbuch. moses. Verlag, Kempen 2014. ISBN 978-3-89777-786-6
- Expedition Natur: Insekten, Spinnen & Co. moses. Verlag, Kempen 2020. ISBN 978-3-96455-078-1
- Expedition Natur: Blüten & Blätter sammeln. moses. Verlag, Kempen 2022, illustriert von Johann Brandstetter, Angelika Neiser, Arno Kolb, Thomas Müller. ISBN 978-3-96455-192-4
- Expedition Natur: Mein kunterbuntes Gartenbuch. moses. Verlag, Kempen 2023, illustriert von Arno Kolb, Thomas Müller, Johann Brandstetter, Kirsten Schlag. ISBN 978-3-96455-273-0

## Stipendien
- 2017: Aufenthaltsstipendium der Hamburger Behörde für Kultur und Medien in Torria, Italien
- 2019: Literaturstipendium der Café Royal Kulturstiftung
- 2020: Projektförderung „Kunst kennt keinen Shutdown“ der Hamburgischen Kulturstiftung
- 2021: Hamburger Zukunftsstipendium für Literatur
- 2022: Montségur Masterclass Stipendium
- 2024 Krimistipendium Tatort Töwerland

## Preise
2017: Literaturpreis Nordost (3. Platz) für einen Auszug aus dem Romanmanuskript „Knochengarten“